# Liebenau (Graz)
Liebenau è il settimo distretto di Graz, capoluogo della Stiria. Confina a nord con il distretto di Jakomini e ad est con St. Peter.
Vi si trovano ancora fattorie, affiancate a grosse industrie, come lo stabilimento automobilistico della Magna Steyr, e a centri commerciali come il Murpark.